# نيال أوغلاكاين
نيال أوغلاكاين (حوالي 1563 - 1653) كان طبيبًا أيرلنديًا وطبيب طاعون عمل على علاج ضحايا تفشي الطاعون الدملي في جميع أنحاء أوروبا القارية. كان طبيبًا لدى هيو رو أودونيل والملك لويس الثالث عشر.
عمل طبيبًا لدى عشيرة أودونيل البارزة خلال حرب التسع سنوات الأيرلندية، وربما تبعهم إلى إسبانيا بعد حصار كينسيل حيث قضى عقدين في ممارسة الطب.
انتقل إلى فرنسا في عشرينيات القرن السادس عشر، واستقر في مدينة تولوز لنشر «تراكاتوس دي بيست»، وهي أطروحة عن علاج الطاعون. وفي وقت لاحق من حياته، تولى منصب أستاذ في الطب في جامعة بولونيا.
كان أوغلاكاين رائدًا في علم الأمراض التشريحي، إذ سبقت أعماله أعمال عالم التشريح جيوفاني باتيستا مورغاني بعدة عقود.

## النشأة وتعليمه
وُلد أوغلاكاين في تيركونيل في النصف الأخير من القرن السادس عشر. حدد بعض المؤرخين تاريخ ميلاده نحو عام 1563، وذلك بسبب نقش يعود لعام 1653 يشير إلى أن عمره 90 عامًا. قدّر البروفيسور جورجيو شاربس عمر أوغلاكاين بحوالي 48 عامًا عندما اقترح اسمه في جامعة بولونيا في ثلاثينيات القرن السادس عشر، ما يعني أنه ولد في ثمانينيات القرن الخامس عشر.
بُني تعليم أوغلاكاين الطبي على أعمال الأطباء اليونانيين جالينوس وأبقراط، الذين أشار إليهم في مصادرأعماله اللاحقة. يُحتمل أنه تلقى تعليمه المبكر على يد عائلة دونليفي المحلية، وهي عائلة من الأطباء. في ذلك الوقت، كانت معظم العائلات الطبية مرتبطة بعشيرة قوية -كان أفراد عائلة دونليفي الأطباء الشخصيون لعشيرة أودونيل الحاكمة في تيركونيل. على العكس من ذلك، يشير تشارلز كاميرون إلى أن أوغلاكاين تلقى تعليمه الطبي في الخارج.
توفي «أوين ألتاش ماكدونليفي» -آخر طبيب رسمي مسجل لعشيرة أودونيل- في عام 1586. وبحلول أوائل القرن السابع عشر، كان أوغلاكاين يعمل طبيبًا لعشيرة أودونيل.

## إسبانيا
بعد هزيمة الأيرلنديين في معركة كينسيل، غادرت عشيرة أودونيل أيرلندا بحثًا عن ملجأ في إسبانيا. عالج أوغلاكاين زعيم العشيرة، هيو رو أودونيل، من قرحة الطاعون الدملي في أثناء مرضه ووفاته في النهاية في البلاط الإسباني عام 1602.

## فرنسا
في عام 1621، سجل أوغلاكاين في الكلية الأيرلندية في بوردو تحت إشراف رئيس الأساقفة فرانسوا ديسكوبيلو دي سورديس.
في يوليو 1625، تخرج من جامعة كاهورز في جنوب فرنسا. اندمجت تلك الجامعة فيما بعد مع جامعة تولوز في عام 1751. يُحتمل أيضًا أن يكون أوغلاكاين قد التحق بالكلية الأيرلندية في تولوز، وهي المدرسة الشقيقة لبوردو.
حوالي عام 1628، عمل طبيبًا متجولًا لعلاج ضحايا الطاعون في المستشفيات المحلية في مدن مثل فونس وفيجياك وكابديناك وكاجارك ورويرغ وفلوياك. شجعه أسقف كاهورز على عمله.
كان قد استقر في تولوز في الوقت المناسب لعلاج ضحايا تفشي الطاعون عام 1628. يذكر ماكوينياغين أن أوغلاكاين اكتسب تقديرًا كبيرًا واعتبارًا عامًا بسبب التفاني الذي أظهره في مواجهة العدوى لإسعاف المرضى. تعين طبيبًا في مستشفى الطاعون في تولوز في عام 1628 وتعين طبيبًا في مستشفى الطاعون في تولوز وتعين في الجامعة هناك بلقب أستاذ الطب الأول.
قضى أوغلاكاين أيضًا بعض الوقت في باريس طبيبًا ومستشارًا خاصًا للملك لويس الثالث عشر.